# Bestune T77
Bestune T77 — среднеразмерный кроссовер китайского производителя Bestune — суббренда компании FAW.
В 2023 году пробной партией в 170 автомобилей был собран в России АвтоВАЗом как LADA X-Cross 5.

## История
Модель была представлена на Пекинском международном автосалоне в апреле 2018 года, продажи на местном рынке были начаты в ноябре.
Модель стала флагманом марки сменив кроссовер Besturn X80.
Цена модели в Китае от 111 800 юаней до 144 800 юаней.
В конце 2022 года модель прошла фейслифт - новая решётка радиатора с горизонтальными ламелями и новым логотипом компании, оптика, как передняя, так и задняя, остались прежними по форме, но получили новую светодиодное оформление.

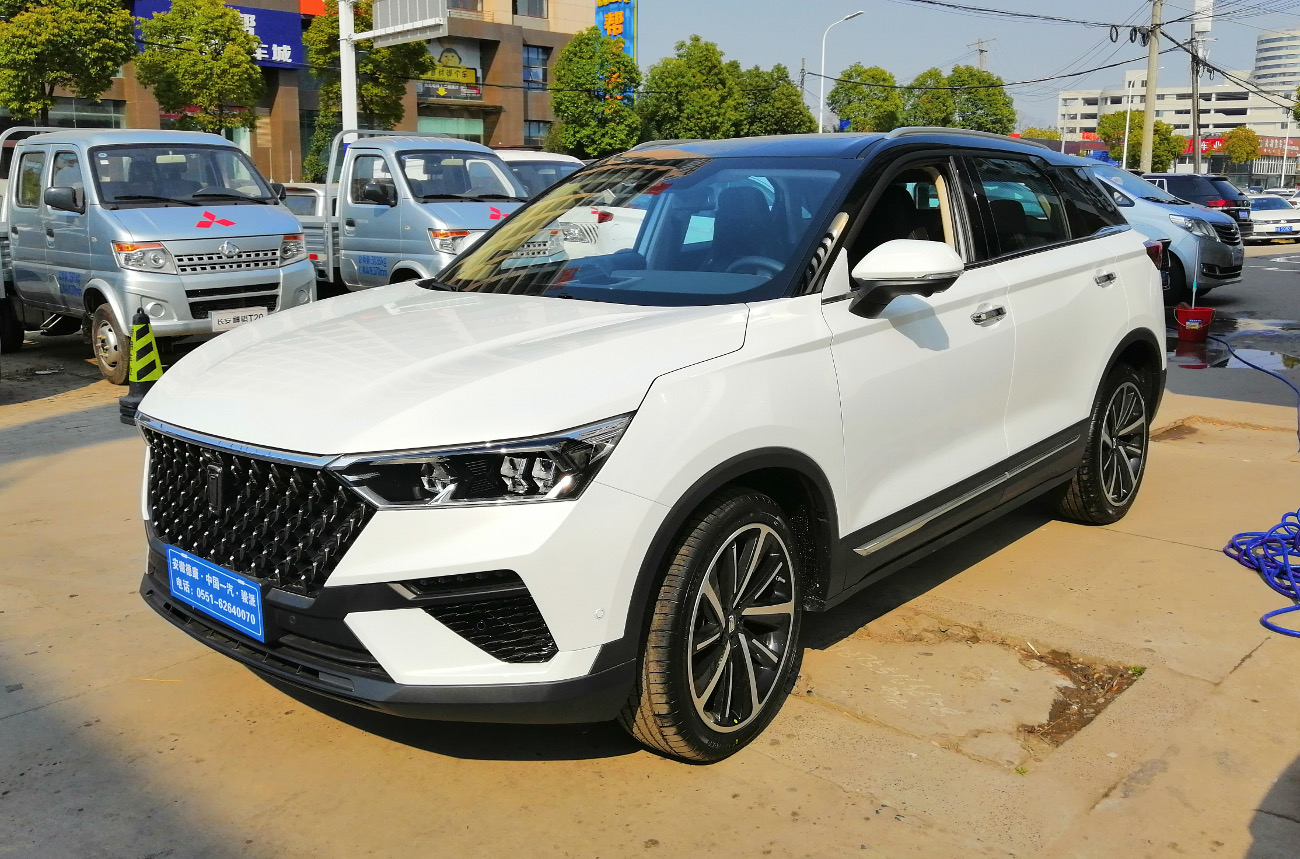
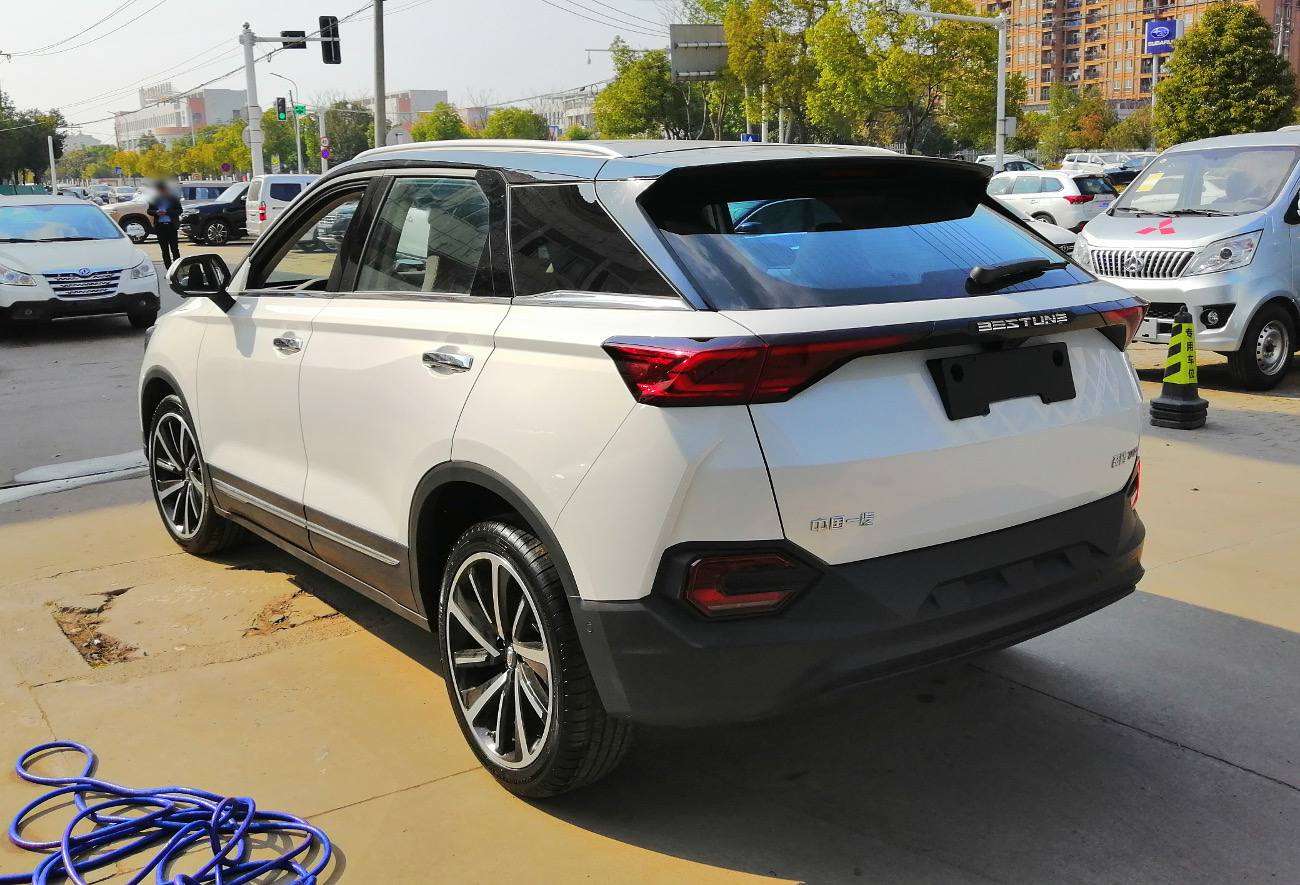
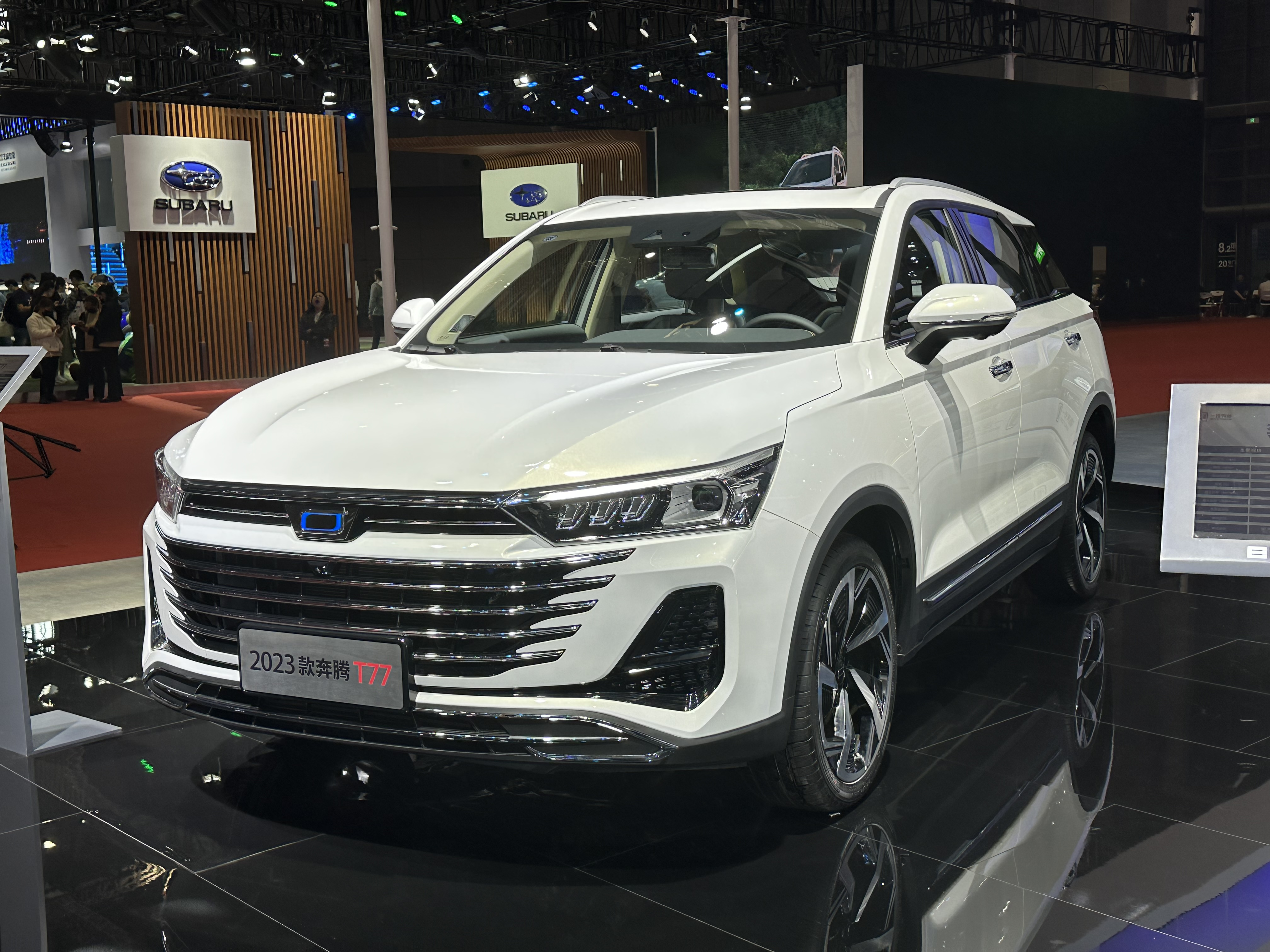
рестайлинг 2022 года
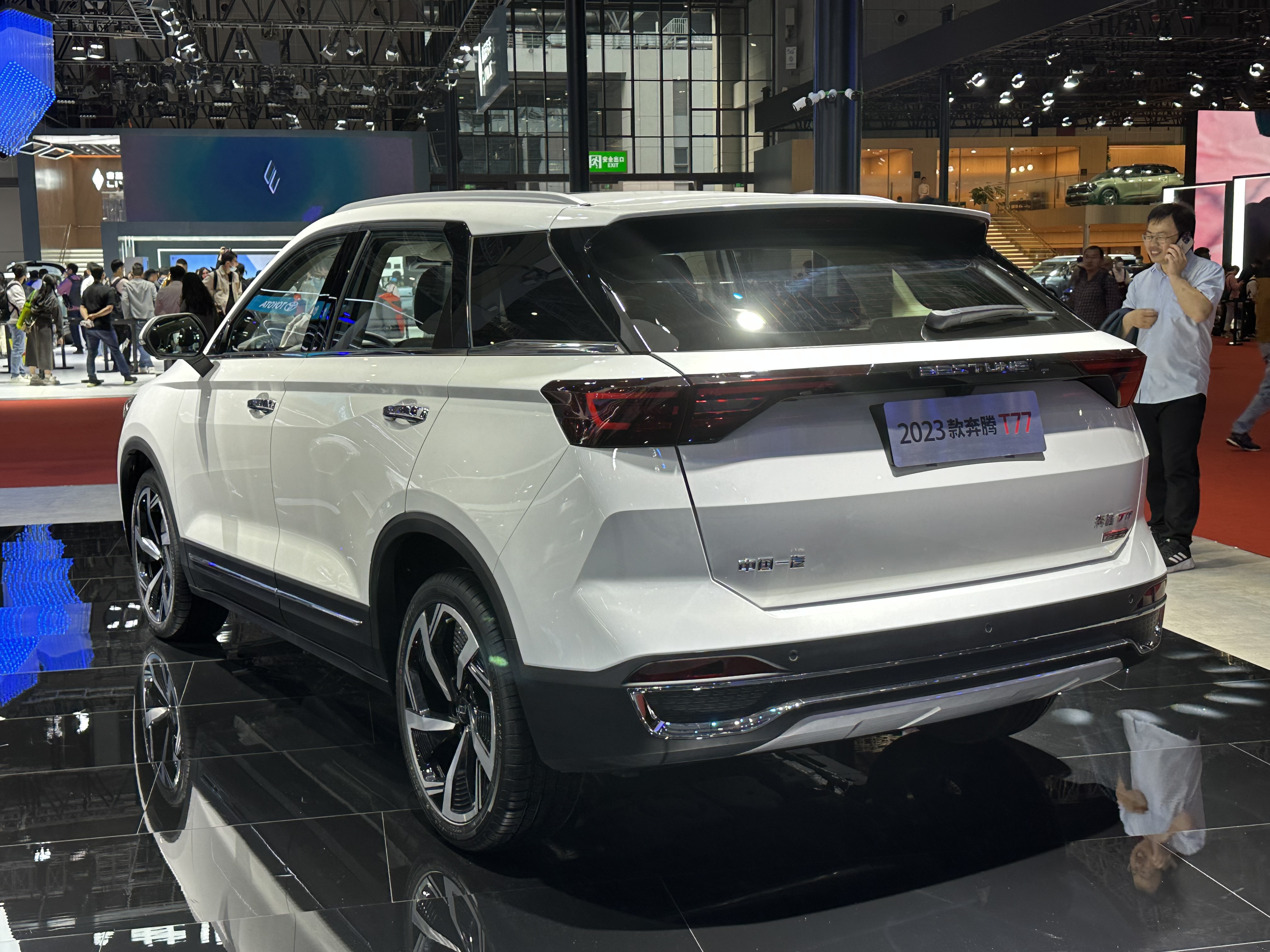
рестайлинг 2022 года

| Год  | Объём продаж |
| ---- | ------------ |
| 2018 | 10 757       |
| 2019 | 45 908       |
| 2020 | 29 236       |
| 2021 | 16 500       |
| 2022 | 8 986        |
| 2023 | 4 783        |

## Характеристики
Изначально модель была представлена с 1,2-литровым бензиновым турбированным мотором мощностью 143 л. с. В марте 2020 года появилась модификация T77 Pro с 1,5-литровым турбомотором мощностью 169 л. с. Две коробки передач на выбор: 5-ступенчатая механическая или 7-диапазонный робот.

## В России
В России модель была официально представлена с конца 2021 года, на 2022 год рекомендованная производителем цена 2 232 000 рублей, а, например, автодилером Автомир предлагается на 2024 год даже дешевле — по цене от 2 164 000 рублей.
За весь 2023 год было продано 2139 автомобиля.
LADA X-Cross 5
Летом 2023 года были заявлены планы о выпуске модели в России как LADA X-Cross 5, к ноябрю была готова примерно сотня машин, было анонсировано начало продаж на III квартал 2023 года, но на конец декабря 2023 года модель так и не появилась у дилеров, а в СМИ появились слухи о закрытии проекта, назвались различные причины, но без официального подтверждения. В январе 2024 года глава АвтоВАЗа отметил, что всего было собрана партия из 170 автомобилей, часть из них под конец 2023 года начали доставлять дилерам (так десяток машин были у дилера в Тольятти), но в основном разошлись по корпоративным клиентам, и две машины он взял себе как служебные в Тольятти.